# الفنون والنقوش الصخرية في منطقة القصيم
تزخر منطقة القصيم بالعديد من مواقع التراث الوطني الهامة، والتي توزعت على حقب زمنية مختلفة بداية من العصر الحجري ووصولاً إلى آثار إسلامية وحتى عصر الدولة السعودية بمراحلها الثلاث، وما بين هذه الحقب من آثار وشواهد لحضارات متنوعة عاشت على شبه الجزيرة العربية، يوجد عدد كبير من المواقع التي تم اكتشافها بوقت سابق وتوثيقها إلا أنه تم مؤخراً اكتشاف عدد من المواقع الأثرية الهامة طريق الاكتشافات والبلاغات للجهات المختصة.

## قائمة أبرز الفنون والنقوش الصخرية في منطقة القصيم
| صورة | الموقع                      | المدينة     | الوصف | الاحداثيات | ملاحظات | مصادر       |
| ---- | --------------------------- | ----------- | --- | ---------- | ------- | ----------- |
|      | نقش جبل المصك               | الرس        | يقع في محافظه الرس والذي يبعد عن مدينه الرس 77كم، يحتوي الموقع على نحت صخري لعناصر حيوانية نادرة عبارة عن أبقار وأسود اضافة إلى جمال، وعناصر آدمية مختلفة الأحجام.             |            |         | هيئة التراث |
|      | العصودة الشمالي             | عيون الجواء | يقع في عيون الجواء ويبعد عنها حوالي 65كم، يحتوي الموقع على نقوش ثمودية إضافة إلى نحت صخري لوسوم مختلفة الأشكال.                                                                |            |         |             |
|      | نقش جبل القطان              | ضرية        | يقع في محافظة ضريه ويبعد عنها 231كم، يحتوي الموقع على نقوش ثمودية اضافة إلى نحت صخري لعناصر حيوانية كالوعول والجمال وطائر النعام وحيوانات مفترسة .                             |            |         |             |
|      | نقش جبل طمية                | عقلة الصقور | يقع الموقع في محافظة عقلة الصقور ويبعد عن المدينة 215كم، يحتوي الموقع على نحت صخري لعناصر حيوانية كالجمال والوعول اضافة إلى عناصر ادمية ورموز ووسوم.                           |            |         |             |
|      | نقوش جبل سواج               | الرس        | يقع في محافظة الرس ويبعد عن المدينة 147كم، يحتوي الموقع على نقوش ثمودية ونحت صخري لعناصر حيوانات كالجمال والاسود وعناصر نباتية كشجرة النخلة.                                   |            |         |             |
|      | نقوش جبل التيس              | البكيرية    | يقع في محافظة البكيرية ويبعد عنها 66كم، يحتوي الموقع على نحت صخري لعناصر حيوانية نادرة كنحت الأسد وبجانبه نحت اللبوة، اضافة إلى عناصر نباتية كشجرة النخلة.                     |            |         |             |
|      | نقوش جبل كويفر الاسلامية    | النبهانية   | يقع في محافظة النبهانية ويبعد عنها 224كم، يحتوي الموقع على نقشين اسلاميين مميزين بالخط الكوفي والذي من الممكن قراءته بشكل واضح. .                                              |            |         |             |
|      | نقوش جبل الاكيثال الاسلامية | ضرية        | يقع في محافظه ضريه ويبعد عنها 210كم، يحتوي الموقع على نقوش اسلامية اضافة إلى نحت صخري لعناصر حيوانية كالوعول والجمال وعناصر حيوانية مختلفة الوضعيات.                           |            |         |             |
|      | نقوش جبل النجج              | ضرية        | يقع في محافظة ضريه ويبعد عنها 225كم، يحتوي الموقع على نحت صخري لعناصر حيوانية مختلفة كالجمال والخيول والنعام اضافة إلى العناصر الآدمية.                                        |            |         |             |
|      | نقوش جبل حشاش القنينة       | ضرية        | يقع في ضريه ويبعد عنها 197كم، يحتوي الموقع على نحت صخري لحيوانات كالخيل والوعل اضافة إلى رموز ووسوم.                                                                           |            |         |             |
|      | نقوش جبل ليم                | ضرية        | يقع في محافظة ضريه ويبعد عنها 183كم، يحتوي الموقع على نحت صخري لعناصر حيوانية كالجمال والوعول اضافة إلى وسوم ورموز مختلفة الأشكال.                                             |            |         |             |
|      | نقوش جبل خرماء الشمالية     | المذنب      | يقع في محافظة المذنب ويبعد عنها 82كم، يحتوي الموقع على نقوش ثمودية اضافة إلى نحت صخري لعناصر حيوانية كالجمال والوعول.                                                          |            |         |             |
|      | نقوش شرق جبل ساق            | البكيرية    | يقع في محافظة البكيرية ويبعد عنها 63كم، يحتوي الموقع على نقش ثمودي اضافة إلى نحت صخري لعناصر حيوان الجمل مختلف الاحجام                                                         |            |         |             |
|      | نقش الشيخ قرناس             | النبهانية   | يقع في محافظة النبهانية ويبعد عنها 112كم، يحتوي الموقع على نقش نادر والذي يؤرخ فيه تاريخ الدولة السعودية الأولى ويوجد بالقرب منه واجهة صخرية عليها نحت صخري لوسوم ورموز مختلفة |            |         |             |
|      | الفن الصخري بمنتزه السليل   | النبهانية   | يقع في محافظة النبهانية ويبعد عنها 109كم، يحتوي الموقع على نحت صخري لعناصر من الحيوانات كالوعل وطائر النعام.                                                                   |            |         |             |
|      | التكروني                    | عنيزة       | يقع في محافظة عنيزة ويبعد عنها 41كم، يحتوي الموقع على نحت صخري لعناصر حيوانات كالوعل والجمل اضافة إلى نحت نادر نحت كف اليد الآدمية                                             |            |         |             |
|      | نقوش جبال الرديهه           | البكيرية    | يقع في محافظة البكيرية ويبعد عنها 127كم، يحتوي الموقع على نقش اسلامي مميز |            |         |             |
|      | نقوش مركز الفويلق           | البكيرية    | يقع في محافظة البكيرية ويبعد عنها 75كم، يحتوي الموقع على نحت صخري لعناصر حيوانات كالجمال والوعول اضافة إلى عناصر مختلفة من الوسوم والرموز                                      |            |         |             |
|      | نقوش جنوب غرب البدائع       | البدائع     | يقع في محافظة البدائع ويبعد عنها 51كم، يحتوي الموقع على نحت صخري لعناصر حيوانات كالجمال والوعول ومجموعة من الرموز.                                                             |            |         |             |